# Aho (efternamn)
Aho är ett vanligt finskt efternamn, som också förekommer i Sverige och Norge. Offentlig statistik tillgänglig i augusti 2014 ger följande antal personer bosatta i de nordiska länderna med efternamnet Aho:
- Finland 7068[1]
- Sverige 1031[2]
- Norge 41[3]
- Danmark 2[4]

Namnet kan närmast kopplas till den geografiska betydelsen svedjeland.

## Personer med efternamnet Aho
Personer utan angiven nationalitet är från Finland.
- Alfred V. Aho(en) (född 1941), amerikansk informatiker
- Aimo Aho (1951–2014), spjutkastare
- Antti Aho (1900–1960), författare och översättare
- Claire Aho (1925–2015), fotograf
- Erkki Aho (1918–2002), musiker och orkesterledare
- Esko Aho (född 1954), politiker, centerpartist
- Hannu Aho (1948–2012), författare
- Heikki Aho (1895–1961), fotograf och dokumentärfilmare
- Juhani Aho (1861–1921), författare och journalist
- Kaarina Aho (1925–1990), keramiker
- Kalevi Aho (född 1949), kompositör
- Lauri Aho (1901–1985), tidningsman och politiker, samlingpartist
- Martti Aho (1896-1968), Mannerheimriddare, se Mannerheimkorset
- Petri Aho(fi), musiker i power metal-gruppen Altaria
- Sebastian Aho, flera personer
  - Sebastian Aho (ishockeyspelare född 1996), svensk ishockeyspelare
  - Sebastian Aho (ishockeyspelare född 1997), finländsk ishockeyspelare
- Susan Aho(fi), sångare i folkmusikgruppen Värttinä och duon Kuunkuiskaajat